# Beginners
Beginners (tiếng Việt: Những người khởi đầu) là một bộ phim hài kịch-tình cảm được sản xuất vào năm 2010, biên kịch và đạo diễn bởi Mike Mills. Chuyện kể về Oliver, một người đàn ông phải đối mặt với cuộc đời và cái chết của bố anh, Hal, trong khi đang trong một mối quan hệ tình cảm với Anna. Bộ phim được dựa trên câu chuyện có thật của cha Mills, khi ông thừa nhận mình là người đồng tính ở tuổi 75, 5 năm trước khi ông mất.
Beginners công chiếu tại Liên hoan phim quốc tế Toronto năm 2010, ở đó tờ Los Angeles Times đã mô tả bộ phim "tâm lý nặng và động lòng", cộng với dàn diễn viên "đã gánh một trách nhiệm mạnh mẽ lên chính bản thân họ ở ngoài đời thực." Christopher Plummer nhận được vô số các giải thưởng, trong đó có Giải Oscar cho nam diễn viên phụ xuất sắc nhất cho vai diễn Hal.

## Nội dung
Bộ phim là một cấu trúc liên kết với nhau bởi các hồi tưởng. Sau cái chết của cha Oliver, Hal, anh nhớ lại mối quan hệ giữa cha và anh kể từ khi mẹ Oliver, Georgia, mất. Một thời gian ngắn sau khi mẹ mất, Hal thừa nhận ông là người đồng tính với con trai và bắt đầu khám phá cuộc sống mới với con người thật của mình. Ông bắt đầu hoạt động ở cộng đồng người đồng tính, tìm kiếm tình yêu, sống thật với chính bản thân ông và con trai Oliver. Do đó, tình cảm hai cha con càng ngày càng khăng khít. Sau khi Hal mất được một thời gian ngắn, Oliver gặp Anna, một diễn viên trẻ người Pháp tại một bữa tiệc. Nhờ những động lực và thái độ của cha anh trong suốt khoảng thời gian cuối đời, cộng với mối quan hệ tốt đẹp của họ, Oliver quyết định tiến tới tình yêu với Anna.

## Diễn viên
- Ewan McGregor trong vai Oliver Fields
- Christopher Plummer trong vai Hal Fields, cha Oliver
- Mélanie Laurent trong vai Anna Wallace, cô gái trẻ người Pháp mà Oliver đã có cảm tình
- Goran Višnjić trong vai Andy, người tình trẻ của Hal
- Mary Page Keller trong vai Georgia Fields, mẹ Oliver
- Kai Lennox trong vai Elliot, đồng nghiệp Oliver
- China Shavers trong vai Shauna, đồng nghiệp Oliver
- Cosmo trong vai Arthur

## Sản xuất
Beginners được quay bởi Kasper Tuxen và sử dụng máy quay kĩ thuật số Red One. Bộ phim đa phần là tự truyện của đạo diễn Mike Mills, về những trải nghiệm của ông sau khi mẹ ông qua đời một thời gian ngắn thì cha ông thừa nhận mình là người đồng tính.
Tấm poster "Siedem Razy Kobieta" trong phòng ăn của Oliver là phiên bản tiếng Ba Lan của bộ phim Woman Times Seven, sản xuất năm 1967, với Shirley MacLaine sắm vai chính.

## Tiếp nhận
Bộ phim nhận được những ý kiến tích cực từ các nhà phê bình. Chuyên trang Rotten Tomatoes báo cáo rằng có 84% các nhà phê bình cho một đánh giá tích cực dựa trên 147 bài đánh già và được chứng nhận "Certified Fresh", với số điểm trung bình 7.3/10. Đánh giá chung, trang này viết: "Khoác lên mình một trái tim sướt mướt, Beginners đã khám phá ra được chiều sâu của tình yêu hiện đại, không tuổi tác theo chiều hướng hóm hỉnh và vui tươi." Metacritic cho bộ phim số điểm 81 trên 100, thang điểm "tuyệt vời".
Roger Ebert từ tờ Chicago Sun-Times cho bộ phim 3.5/4 sao. Ông viết, "Đây là một câu chuyện đầy hi vọng theo hơi hướng lạc quan và kiểu vui mừng theo lối trẻ con."

### Giải thưởng
Beginners thắng Giải Gotham cho Phim hay nhất, cùng với The Tree of Life. Christopher Plummer thắng cả năm giải chính của điện ảnh Mỹ: Oscar, Quả cầu vàng, BAFTA, Giải thưởng của Hội Diễn viên Điện ảnh, Sự lựa chọn của các nhà phê bình tại mùa giải thưởng năm 2010. Bộ phim còn giành được 3 đề cử tại Giải Tinh thần độc lập, gồm Phim hay nhất, Đạo diễn xuất sắc nhất và Nam phụ xuất sắc nhất.